# Du Feng
Du Feng (杜鋒T, 杜锋S, Dù FēngP; Ürümqi, 31 luglio 1981) è un ex cestista e allenatore di pallacanestro cinese.